# Iwanko
Iwanko (bulgarisch Иванко, wissenschaftliche Transliteration Ivanko) war ein bulgarischer Boljar, der mit dem Haus Assen verwandt war.

## Leben
1196 trat Iwanko an der Spitze einer Boljarenverschwörung, die den Zaren Iwan Assen I. absetzte und ihn ermordete. Iwanko ließ sich darauf folgend zum Zaren ernennen. Während der Verschwörung flohen die Söhne des Zaren, Iwan Assen II. und Alexander zu den Kumanen. Noch im selben Jahr wurde Iwanko jedoch durch das Eingreifen des älteren Bruders von Iwan Assen I., Peter IV., der als Mitzar herrschte, vom Thron gestürzt. Er floh nach Byzanz, wo er Theodora Angelina, eine Enkelin des dortigen Kaisers Alexios III. Angelos, heiratete, dessen Vornamen annahm und Verwalter (Strategos) einer Region in Thrakien wurde. Unter dem bulgarischen Zaren Kalojan wechselte er die Seiten und kämpfte erfolgreich gegen die Byzantiner, unter anderem 1198 in der Schlacht bei Batkun, als er den Heeresführer Manuel Kamytzes in Gefangenschaft nahm. 1200 wurde er durch eine List von den Byzantinern gefangen genommen, so dass er mit hoher Wahrscheinlichkeit in Gefangenschaft starb.
Auf Grund der Ermordung von Iwan Assen I. wird er heute im Volksmund Iwanko, der Mörder von Assen, (bulg. Iwanko ubiezat na Assenja) genannt. Auch eine Oper existiert unter diesem Namen.